# Lonzahörner
Lonzahörner är en bergstopp i Schweiz. Den ligger i distriktet Brig och kantonen Valais, i den centrala delen av landet. Toppen på Lonzahörner är 3 547 meter över havet.
Terrängen runt Lonzahörner är huvudsakligen mycket bergig. Den högsta punkten i närheten är Breithorn, 3 785 meter över havet, 1,1 km sydväst om Lonzahörner.
Trakten runt Lonzahörner består i huvudsak av kala bergstoppar och isformationer.